# Germain Coffi Gadeau
Germain Coffi Gadeau (* um 1913, Gbomizambo, Elfenbeinküste; † 18. August 2000) war ein ivorischer Dramatiker.

## Leben
Coffi Gadeau ging als Jugendlicher nach Dakar, wo er an der École normale William Ponty Verwaltung studierte. Bereits dort begann seine literarische Laufbahn. Er gründete dort zusammen mit einigen Kommilitonen (darunter etwa François-Joseph Amon d’Aby) das Théâtre Indigène de la Côte d’Ivoire, in welchem einerseits moralisierende Stücke, andererseits satirische Stücke über obsolete Traditionen Westafrikas entstanden. Nur wenige dieser Stücke sind veröffentlicht worden.
Nach Abschluss der Schule ging er in seine Heimat zurück, wo er zunächst als Buchhalter im Schatzamt, später als Präsident der Finanzkommission der Territoriumsversammlung, als Regionalrat in Bouaké und als Abgeordneter tätig war. Nach der Unabhängigkeit der Elfenbeinküste stieg er zum Innenminister auf. 1963 wurde er jedoch bezichtigt, an einem Komplott gegen den Präsidenten Félix Houphouët-Boigny beteiligt gewesen zu sein. Bis 1971 saß er im Gefängnis, wurde dann jedoch rehabilitiert und saß als Minister ohne Zuständigkeit in der Regierung.

## Werke (Auswahl)
- Kondé Yao (1939)
- Nos femmes (1940), eine teils autobiographische Komödie über das Nachlassen der Moral und das Aufkommen von Prostitution in afrikanischen Städten
- Mon Mari (1942)
- Les recrutés de monsieur Maurice (1942), in welchem er Sklaven- und Zwangsarbeit anprangerte, wobei er der erste afrikanische Autor war, der dieses Thema dramatisch verarbeitete. Dieses Werk wurde von der Zensur verboten.
- Les anciens combattants (1943), in welchem er afrikanische Söldner in Diensten der französischen Streitkräfte heroisiert
- Ya-ou Nda (1954)
- Adjo-bla (1963)